# Velabisht
Velabisht is een plaats en voormalige gemeente in de stad (bashkia) Berat in de gelijknamige prefectuur in Albanië. Sinds de gemeentelijke herindeling van 2015 doet Velabisht dienst als deelgemeente en is een bestuurseenheid zonder verdere bestuurlijke bevoegdheden. De plaats telde bij de census van 2011 8.453 inwoners.